# Cockerelliella somnathensis
Cockerelliella somnathensis là một loài côn trùng cánh nửa trong họ Aleyrodidae, phân họ Aleyrodinae.
Cockerelliella somnathensis được Sundararaj miêu tả khoa học đầu tiên năm 2000.